# 하동 이명산 석불사지
하동 이명산 석불사지(河東 理明山 石佛寺址)는 대한민국 경상남도 하동군 북천면 직전리, 이맹산이라고도 부르는 이명산의 서쪽 산정 가까운 곳에 있는 절터이다. 1974년 12월 28일 경상남도의 기념물 제28호 이명산 석불사지로 지정되었다가, 2018년 12월 20일 현재의 명칭으로 변경되었다.

## 개요
이맹산이라고도 부르는 이명산의 서쪽 산정 가까운 곳에 있는 절터이다.
원래는 석굴사원인데 현재는 천장이 무너져 내려 원래의 모습을 알 수 없다. 통일신라시대에 만들어진 듯한 마애석불이 높은 절벽에 조각되어 있어 석굴과 밀접한 관련이 있을 것으로 여겨진다.
석굴은 벽체와 천장이 모두 무너져 원형을 잃었으나, 자연석을 돌담 쌓듯 포개어 쌓아 올린 형태의 다솔사의 보안암 석굴과 비슷한 형태였을 것으로 추정된다.
바위에 조각되어 있는 마애석불은 앉아있는 모습으로 대략 6m 규모이다. 바위에서 얼굴이 나오듯이 얼굴과 목까지는 도드라지게 조각하였고, 나머지 몸은 선으로 처리하였는데, 입술을 굳게 다물고 눈까지 지긋이 감고 있는 얼굴의 표정은 명상에 잠긴 듯한 엄숙하고 장중한 모습이다.
이곳에는 재미있는 전설이 전해져 오는데, 『동국여지승람』에 '이맹산은 동경(현재의 경주)의 비보산인데, 산정의 못에 용이 살기 때문에 많은 사람들이 장님이 되어 괴로워하였다. 그래서 그곳에 화철석(火鐵石)을 담궜더니 용이 다른 곳으로 옮겨가고 그 뒤부터는 사람들이 장님이 되지 않았다.'는 내용이다. 이 전설은 매우 허무맹랑한 이야기 같지만, 이맹산을 동경의 비보산이라고 한 점과 비록 후세에 세워졌으나, 경주 석굴암과 같은 석굴사원이 자리잡았다는 점은 경주와 어떤 관계가 있었음을 알려주는 점이라서 주목된다.

## 참고 문헌
- 이명산석불사지 - 국가유산청 국가유산포털